# Julius Weisbach
Julius Weisbach (alemany: Julius Ludwig Weisbach)  (Mittelschmiedeberg, 10 d'agost de 1806 - Freiberg, 24 de febrer de 1871) fou un matemàtic alemany conegut pels seus treballs en hidràulica.

## Vida i Obra
Nascut en una zona minera, el seu pare era capatàs en una mina i la família no era gens rica, ja que eren nou fills. Julius era el vuitè. Després de ser escolaritzat al seu poble i a Annaberg, els seus pares havien estalviat prou per portar-lo a estudiar a la Bergakademie (actual universitat de Freiberg), on, després de garduar-se, el mineralogista Friedrich Mohs el va convèncer d'anar a ampliar estudis a la universitat de Göttingen, on estava Gauss.

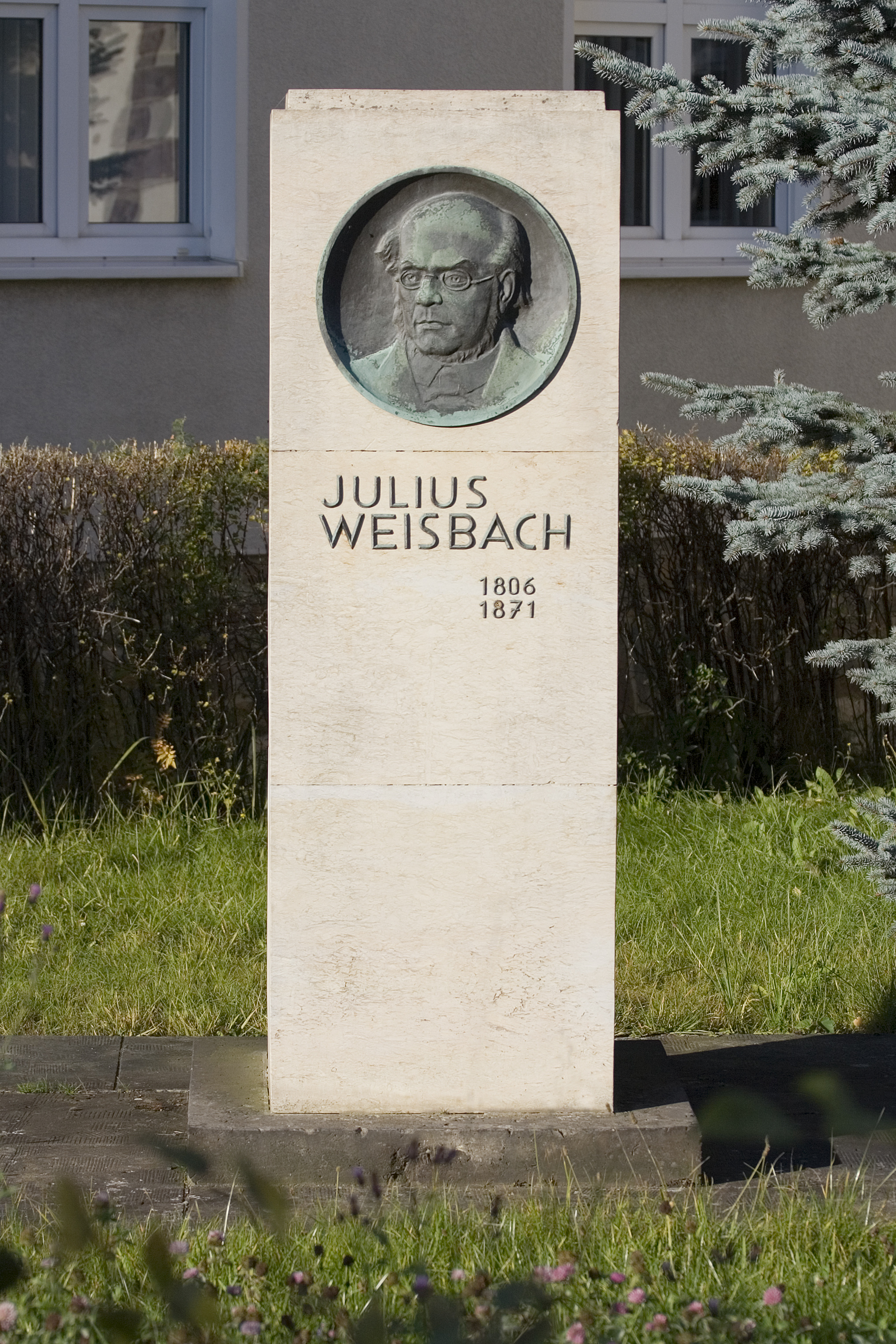
Monument commemoratiu a Freiberg.

Després de dos anys a Göttingen va anar a la universitat de Viena, on Mohs havia estat nomenat professor, per estudiar matemàtiques, física i mecànica.
El 1831, ja graduat, va tornar a Freiberg, on donà classes al Gymnasium (institut d'ensenyament secundari) de la localitat; l'any següent començà a donar classes a la Bergakademie (futura universitat de Freiberg) que era com una mena d'escola superior de mines.
El 1845 publica un llibre que tindrà gran difusió durant tot el segle xix, Lehrbuch der Ingenieur - und Maschinen-Mechanik, i que serà traduït a diversos idiomes. En ell introdueix el concepte de coeficients adimensionals i les equacions semi empíriques de les pèrdues hidràuliques. Gràcies als seus treballs en hidràulica es va derivar l'avui coneguda com equació de Darcy-Weisbach. Se'l considera el pare de la moderna topografia minera, i, en aquest camp, va fer una notable aportació en definir un mètode per estimar la direcció i la pendent de les vetes de mineral.